# Cantone di Villefranche-de-Rouergue
Il Cantone di Villefranche-de-Rouergue è una divisione amministrativa dell'arrondissement di Villefranche-de-Rouergue.
A seguito della riforma approvata con decreto del 21 febbraio 2014, che ha avuto attuazione dopo le elezioni dipartimentali del 2015, è passato da 7 a 3 comuni.

## Composizione
I 7 comuni facenti parte prima della riforma del 2014 erano:
- Martiel
- Morlhon-le-Haut
- La Rouquette
- Savignac
- Toulonjac
- Vailhourles
- Villefranche-de-Rouergue

Dal 2015 i comuni appartenenti al cantone sono i seguenti 3:
- La Rouquette
- Vailhourles
- Villefranche-de-Rouergue